# Rourea oligophlebia
Rourea oligophlebia är en tvåhjärtbladig växtart som beskrevs av Merrill. Rourea oligophlebia ingår i släktet Rourea och familjen Connaraceae. Inga underarter finns listade i Catalogue of Life.